# La Canonja
La Canonja – gmina w Hiszpanii, w prowincji Tarragona, w Katalonii, o powierzchni 7,32 km². W 2011 roku gmina liczyła 5723 mieszkańców.